# ジスナ川
ジスナ川（ジスナがわ、リトアニア語: Dysna ディースナ、ベラルーシ語: Дзісна ジスナ、ロシア語: Дисна ディスナ）はリトアニアとベラルーシを流れる西ドヴィナ川の支流である。全長178km、流域面積8180k㎡、リトアニアのパルスヴェタス湖を源流とし、リトアニア国内を17km、両国の国境を39km流れ、川の大部分はベラルーシ国内を流れる。
リトアニア国内ではディースナイ湖、ディースニークシュティス湖を経由し、カチェルギシュケ村の近くで東に曲がる。そして両国の国境線に沿って流れた後、ベラルーシに入る。ベラルーシ国内ではヴィーツェプスク州を流れ、西ドヴィナ川に流入する。支流にはビルヴェタ川、アヴタ川などがある。
ジスナ川が流れ込む湖の1つであるドルークシェイ湖は、イグナリナ原子力発電所の冷水に利用されていた。